# 商州 (长篇小说)
《商州》，贾平凹的长篇小说，也是贾平凹的第一部长篇小说，是“商州系列三部曲”的第一部。

## 内容
“刘成”和“珍子”是两个单纯善良的青年，因为吸引而彼此相爱。珍子长相艳丽、家世渊源深厚，一些青年男子见了她不免动心和骚动不安。老乡“秃子”因秃发而得了这个小名，他长相猥琐，但是却挚爱珍子，为了阻止刘成得到自己心爱的女人珍子，秃子以“拐骗妇女”的罪名报警，逮捕刘成，然而，警察前来逮捕刘成的时候，两人因为世俗各种因素不能在一起最终双双自杀，为了求得内心安慰，秃子给两人举办了“冥婚”。

## 主题和风格
《商州》写的是1980年代中国大陆陕西省的乡村生活，虽然村民淳朴善良，但是遭受两千多年的封建社会和儒家思想的毒害，使得他们愚昧、没有文明开化，阻扰青年自由恋爱，一些陈旧的习俗如“冥婚”仍然在背地里进行。

## 影响
《商州》里的“商州”是贾平凹的文学土地，有如莫言的“高密县”，沈从文的“湘西”，孙犁的“荷花淀”，川端康成的“秋田县”。